# Peter von Molsheim

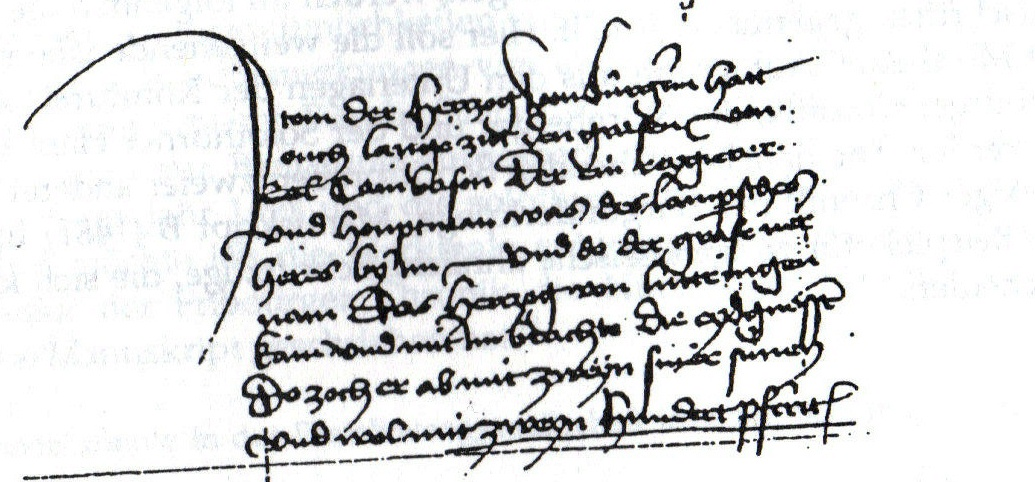
Autograph der Freiburger Burgunderkrieg-Chronik, UB Fribourg

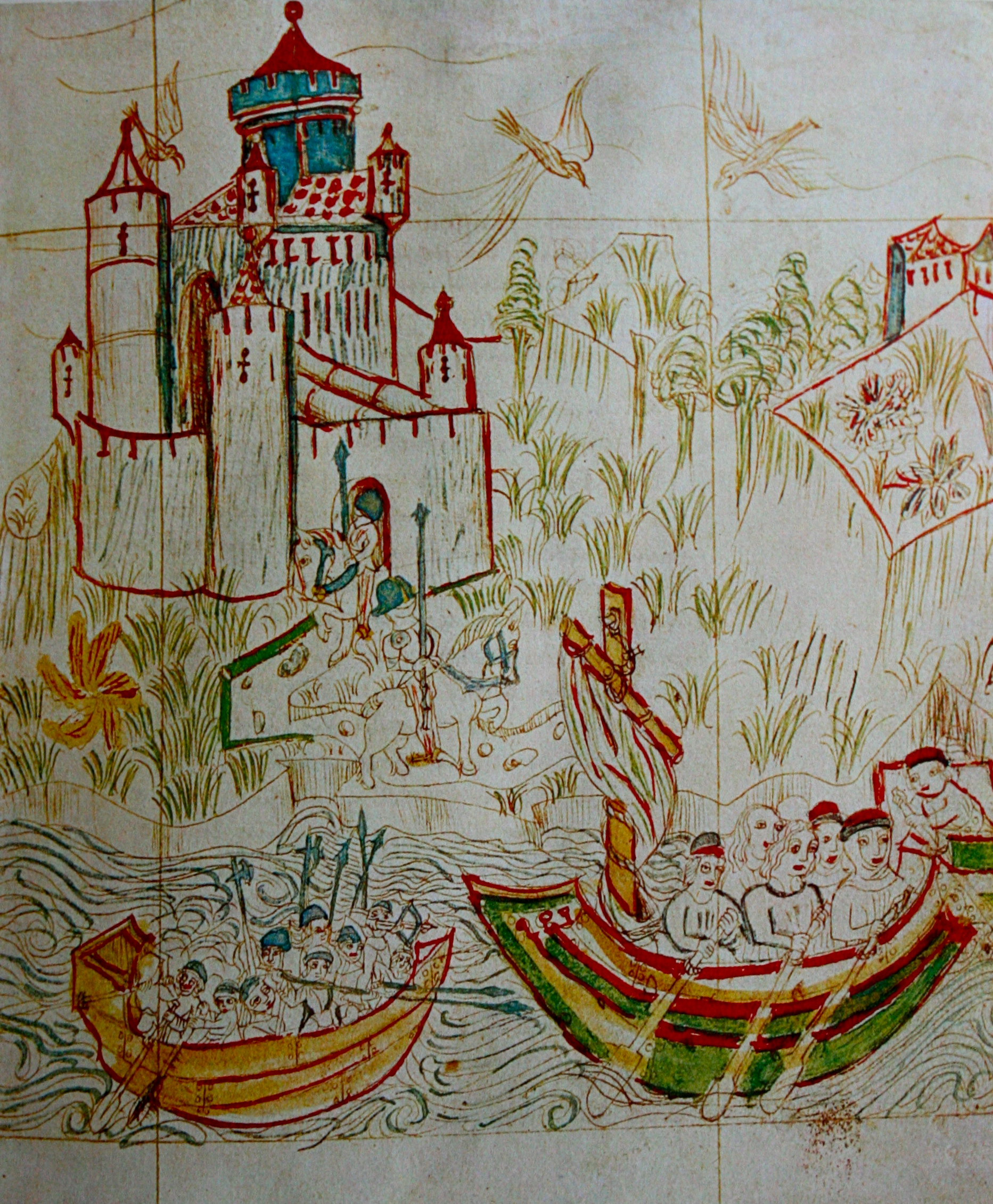
Aus der Freiburger Chronik: Überfall eidgenössischer Kaufleute auf dem Rhein durch Ritter Bilgri von Heudorf; 3. April 1473. Zeichnung von Hans Fries

Peter von Molsheim (* unbekannt; † um 1490) war Mitglied des Johanniterordens und Geschichtsschreiber in Freiburg im Üechtland.
Peter von Molsheim wurde im Freiburger Mattenquartier geboren. Er war der Abkömmling eines aus dem Elsass stammenden Geschlechts. Sein Vater war der Kürschner Hans von Molsheim. 1455 wird Peter von Molsheim erstmals erwähnt. Als Spitalbruder des Johanniterordens wurde er damals Kaplan der Kirche St. Johann in Freiburg, ab 1474 Schaffner der Kommende.
Im Auftrag des Rats der Stadt Freiburg schrieb Peter von Molsheim um 1478 eine Freiburger Chronik der Burgunderkriege. Dabei orientierte er sich an der „Kleinen Burgunderchronik“ von Diebold Schilling und bearbeitete sie aus freiburgischer Sicht. Vermutlich war er als Mitglied der Gesellschaft zum Distelzwang und Stubengenosse Schillings in den Besitz einer Kopie von dessen Chronik gelangt. Von Molsheims Burgunderchronik existieren zwölf handschriftliche Kopien; die älteste stammt aus dem Jahr 1478. Die Illustrationen werden Hans Fries zugeschrieben.
1479 ging Molsheims Chronik für 25 Gulden an den Rat von Freiburg über, der noch einige Zusätze und Verbesserungen verlangte; Molsheim fügte diese als Randnotizen ein. Es ist zu vermuten, dass die Chronik dem Rat als Entwurf dienen sollte, dem später eine offizielle Stadtchronik folgen sollte. Dies könnte die unschönen Randnotizen und die später folgende Verzierung der Chronik mit Initialen und kleinen Federzeichnungen erklären. Aus historischer Sicht wertvoll ist auch Molsheims «Tendenz, Bern zu umschmeicheln und zu verherrlichen, denn mit Hilfe Berns wurde Freiburg 1478 von Savoyen frei»: S. 96.
Eine besondere persönliche Note erhält der Text durch seinen Adelshass und seine geäusserte Freude über grausame Todesmethoden von Feinden, sind aber nach heutiger Sicht «unangenehm salbadernd und moralisierend». In Ausschweifungen preist er «Abschlachtungen von adeligen Gefangenen, die er als hungrige Landhunde verspottet. Er verschweigt die Kriegsgräuel der Schweizer nicht, vermehrt sie gar noch um scheussliche Züge; so erzählt er den entsetzlichen Erstickungstod der Gefangenen in Orbe, die Hinrichtung mit dem Pfeil im Kopf, den Raub von Moudon; aber er will diese Taten möglichst begründen und einleutend machen. … Dieser apologetische Zug ist wohl nicht Heuchelei, sondern verrannte Überzeugung, Mangel an gerechtem Geschichtssinn. Molsheim gibt wahrscheinlich nur die populäre Auffassung vergröbert und leidenschaftlich wieder.»: S. 96–97
Molsheims Chronik umfasst 212 Blätter, denen eine zehn Kapitel umfassende Schilderung der Geschichte Freiburgs vorangeht; von der Entstehung der Stadt Freiburg bis zur Verpfändung der Herrschaft Montenach im November 1478.
1914 gab der Historiker Albert Büchi Molsheims Freiburgerchronik heraus. Die Freiburgerchronik wird als Manuskript D 410 der Bibliothèque de la Société économique de Fribourg in der Kantons- und Universitätsbibliothek Freiburg aufbewahrt.